# Biedsysteem
Een biedsysteem is een set samenhangende afspraken en conventies van een bridgepaar, die de betekenis van biedingen bij bridge omschrijven. Het doel van het systeem is om een zo goed mogelijk contract te bereiken, dit wordt bereikt door met behulp van de biedingen de hand zo goed mogelijk te beschrijven.
Het is dus een tussen twee bridgepartners afgesproken 'taal', waarbij de mogelijke biedingen de woorden vormen. In beginsel mogen partners alles afspreken wat ze willen, maar ze moeten hun systeem ook aan de tegenstanders bekendmaken. Dit gebeurt door overleggen van de systeemkaart, door het alerteren van biedingen die een speciale of ongebruikelijke betekenis hebben en door het desgevraagd toelichten van biedingen.
De vrijheid wordt in het algemeen ingeperkt door wedstrijd- of clubreglementen, waarin vaak opgenomen is dat bepaalde afspraken 'hoogst ongebruikelijke methoden' niet zijn toegestaan. Dit omdat de tegenstanders daar in het algemeen geen verdediging tegen hebben afgesproken.
Er zijn wereldwijd een aantal veel gebruikte standaardsystemen. Voordeel hiervan is dat gelegenheidsparen heel snel een systeem kunnen afspreken, waarin ze elkaar redelijk goed begrijpen. Bijvoorbeeld bij internetbridge is dit van belang.

## Classificatie
De meeste systemen laten zich in twee soorten verdelen : natuurlijke systemen en niet-natuurlijke systemen. Bij natuurlijke systemen geven de meeste biedingen, zeker de eerste biedingen, lengte en kracht in de geboden kleur aan. Niet-natuurlijke systemen zijn vaak conventioneler, waarbij vooral de 1 Klaver opening vaak een speciale betekenis heeft.
1. Natuurlijke systemen kennen gewoonlijk de volgende openingsbiedingen:
  - Een bod van 1 Harten of Schoppen belooft ten minste een 4 of 5 kaart en een 1 Klaver of 1 Ruiten belooft ten minste een 3 of 4 kaart in de geboden kleur. Bij een hand met twee of drie 4-kaart kleuren wordt de laagste kleur eerst geboden, indien de hand twee 5-kaart kleuren heeft, wordt de hoogste kleur eerst geboden.
  - Een bod van 1SA of 2SA belooft gewoonlijk een verdeelde hand met een afgesproken aantal punten.
  - Een (conventioneel) bod van 2 Klaver belooft gewoonlijk een zeer sterke hand, soms ook een zwakke hand met een 6kaart ruiten.
  - De openingen van 2 Ruiten, Harten en Schoppen verschillen wat meer, maar tonen in het algemeen sterke of juist zwakke handen in de geboden kleur of bepaalde combinaties van kleuren.

De bekendste natuurlijke systemen zijn:
  - ACOL, Brits systeem, met 4 kaart openingen en een zwakke SA opening (12-14 punten). Nederlands ACOL heeft een sterke SA opening (15-17 of 16-18 punten).
  - Standard American, Amerikaans systeem, met 5 kaart hoog
  - 2/1 mancheforcing, Uitbreiding van Standard American
  - EHAA, (Every Hand An Adventure), een zeer preëmptief natuurlijk systeem.
2. Niet-natuurlijke systemen zijn:
  - Sterke klaver systemen, waarbij de 1 Klaver opening sterk is en de andere openingen dus begrensd. Voorbeelden zijn Precisie, de Italiaanse Blue club.
  - Forcing klaver system, waarbij de 1 Klaver opening forcing, maar niet per se sterk is. Zoals Poolse Klaveren of Dutch doubleton.
  - Sterke Ruiten systemen, lijken op Sterke Klaver systemen, maar dan met 1 Ruiten. Vaak is het 1 Klaver bod dan ook niet-natuurlijk.
  - Sterke pas systemen, hierbij is een openingspas sterk en een openingsbod dus zwak. Dit geldt als een hoogst ongebruikelijke methode, dus is vaak niet toegestaan.